# Selaginella cataractrum
Selaginella cataractrum är en mosslummerväxtart som beskrevs av Arthur Hugh Garfit Alston. Selaginella cataractrum ingår i släktet mosslumrar, och familjen mosslummerväxter. Inga underarter finns listade i Catalogue of Life.